# Lipton Championships 1998
Lipton Championships 1998 — тенісний турнір, що проходив на відкритих кортах з твердим покриттям. Це був 14-й турнір Мастерс Маямі. Належав до категорії Super 9 в рамках Туру ATP 1998 і 1-ї категорії в рамках Туру WTA 1998. І чоловічі, і жіночі змагання відбулись Tennis Center at Crandon Park в Кі-Біскейні (США) з 16 березня до 29 березня 1998 року.

## Переможці та фіналісти

### Одиночний розряд, чоловіки
Марсело Ріос —  Андре Агассі 7–5, 6–3, 6–4
- Для Ріоса це був 3-й титул за сезон і 9-й — за кар'єру.

### Одиночний розряд, жінки
Вінус Вільямс —  Анна Курнікова 2–6, 6–4, 6–1
- Для Вільямс це був 4-й титул за сезон і 4-й — за кар'єру.

### Парний розряд, чоловіки
Елліс Феррейра /  Рік Ліч —  Алекс О'Браєн /  Джонатан Старк 6–2, 6–4
- Для Феррейри це був 1-й титул за рік і 9-й — за кар'єру. Для Ліча це був 1-й титул за рік і 35-й — за кар'єру.

### Парний розряд, жінки
Мартіна Хінгіс /  Яна Новотна —  Аранча Санчес Вікаріо /  Наташа Звєрєва 6–2, 3–6, 6–3
- Для Хінгіс це був 6-й титул за сезон і 31-й — за кар'єру. Для Новотної це був 2-й титул за сезон і 95-й — за кар'єру.